# استیشن کازینوس
استیشن کازینوس (انگلیسی: Station Casinos) یک شرکت هتل و کازینو است که در حومه لاس وگاس در سامرلین جنوبی، نوادا مستقر است. این شرکت در ۱ ژوئیه ۱۹۷۶ توسط فرانک فرتیتا تأسیس شد.

## تاریخچه
کازینو در سال ۱۹۷۷ به کاخ بینگو تغییر نام داد فرانک فرتیتا جونیور، مؤسس استیشن کازینو، در اواخر همان سال ۱۰ درصد از سهام کازینو را خرید و مدیر آن شد. او شرکای خود را در سال ۱۹۷۹ خرید سپس کازینو را گسترش داد و در سال ۱۹۸۴ آن را به پالاس استیشن تغییر نام داد
نزدیک به یک دهه بعد، فرتیتا درخواست داد تا پالاس استیشن را به یک شرکت سهامی عام معروف به استیشن کازینو تبدیل کند. معاملات سهام در ۲۵ می ۱۹۹۳ آغاز شد فرتیتا سمت ریاست را بر عهده داشت، اما در آن سال از شرکت بازنشسته شد. کنترل شرکت را اعضای خانواده، از جمله پسرش فرانک فرتیتا سوم بر عهده گرفت.